# Кетеринг (община)
Община „Кетеринг“ (на английски: Kettering) е една от седемте административни единици в област (графство) Нортхамптъншър, регион Ийст Мидландс, Англия. Носи името на град Кетеринг, който е административен и стопански център.
Населението на общината към 2008 година е 90 700 жители разпределени в множество селища на площ от 233.5 квадратни километра.

## География
Община „Кетеринг“ е разположена в средната северна част на графство Нортхамптъншър по границата с област Лестършър на северозапад.
Градове на територията на общината:
| град           | на английски   | население |
| -------------- | -------------- | --------- |
| Кетеринг       | Kettering      | 51 063    |
| Десбъро        | Desborough     | 8500      |
| Ротуел         | Rothwell       | 8000      |
| Бъртън Латимър | Burton Latimer | 6740      |

## Демография
Разпределение на населението по религиозна принадлежност към 2001 година:
| религия          | на английски        | брой жители |
| ---------------- | ------------------- | ----------- |
| Християни        | Christian           | 58 639      |
| Будисти          | Buddhist            | 155         |
| Хиндуисти        | Hindu               | 381         |
| Евреи            | Jewish              | 75          |
| Мюсюлмани        | Muslim              | 398         |
| Сикхи            | Sikh                | 677         |
| Други            | Other               | 211         |
| Атеисти          | No religion         | 14 991      |
| Запазена в тайна | Religion not stated | 6317        |